# 168 (liczba)
168 (sto sześćdziesiąt osiem) – liczba naturalna następująca po 167 i poprzedzająca 169.

## W matematyce
- 168 jest liczbą obfitą[1]
- 168 jest liczbą praktyczną[2]
- 168 jest liczbą liczb pierwszych mniejszych od 1000
- 168 jest sumą czterech kolejnych liczb pierwszych (37 + 41 + 43 + 47)
- 168 jest palindromem liczbowym, czyli może być czytana w obu kierunkach, w pozycyjnym systemie liczbowym o bazie 13 (CC) oraz bazie 20 (88)
- 168 należy do dwudziestu dwu trójek pitagorejskich (26, 168, 170), (49, 168, 175), (70, 168, 182), (95, 168, 193), (99, 168, 195), (126, 168, 210), (160, 168, 232), (168, 224, 280), (168, 270, 318), (168, 315, 357), (168, 374, 410), (168, 425, 457), (168, 490, 518), (168, 576, 600), (168, 775, 793), (168, 874, 890), (168, 1001, 1015), (168, 1170, 1182), (168, 1760, 1768), (168, 2349, 2355), (168, 3526, 3530), (168, 7055, 7057).

## W nauce
- liczba atomowa unhexoctium (niezsyntetyzowany pierwiastek chemiczny)
- galaktyka NGC 168
- planetoida (168) Sibylla
- kometa krótkookresowa 168P/Hergenrother

## W kalendarzu
168. dniem w roku jest 17 czerwca (w latach przestępnych jest to 16 czerwca). Zobacz też co wydarzyło się w roku 168, oraz w roku 168 p.n.e.